# Rue Alexander-Fleming
La rue Alexander-Fleming est une voie du 19e arrondissement de Paris, en France.

## Situation et accès
La rue Alexander-Fleming est une voie publique située dans le 19e arrondissement de Paris. Elle débute avenue du Belvédère et se termine avenue de la Porte-du-Pré-Saint-Gervais.

## Origine du nom

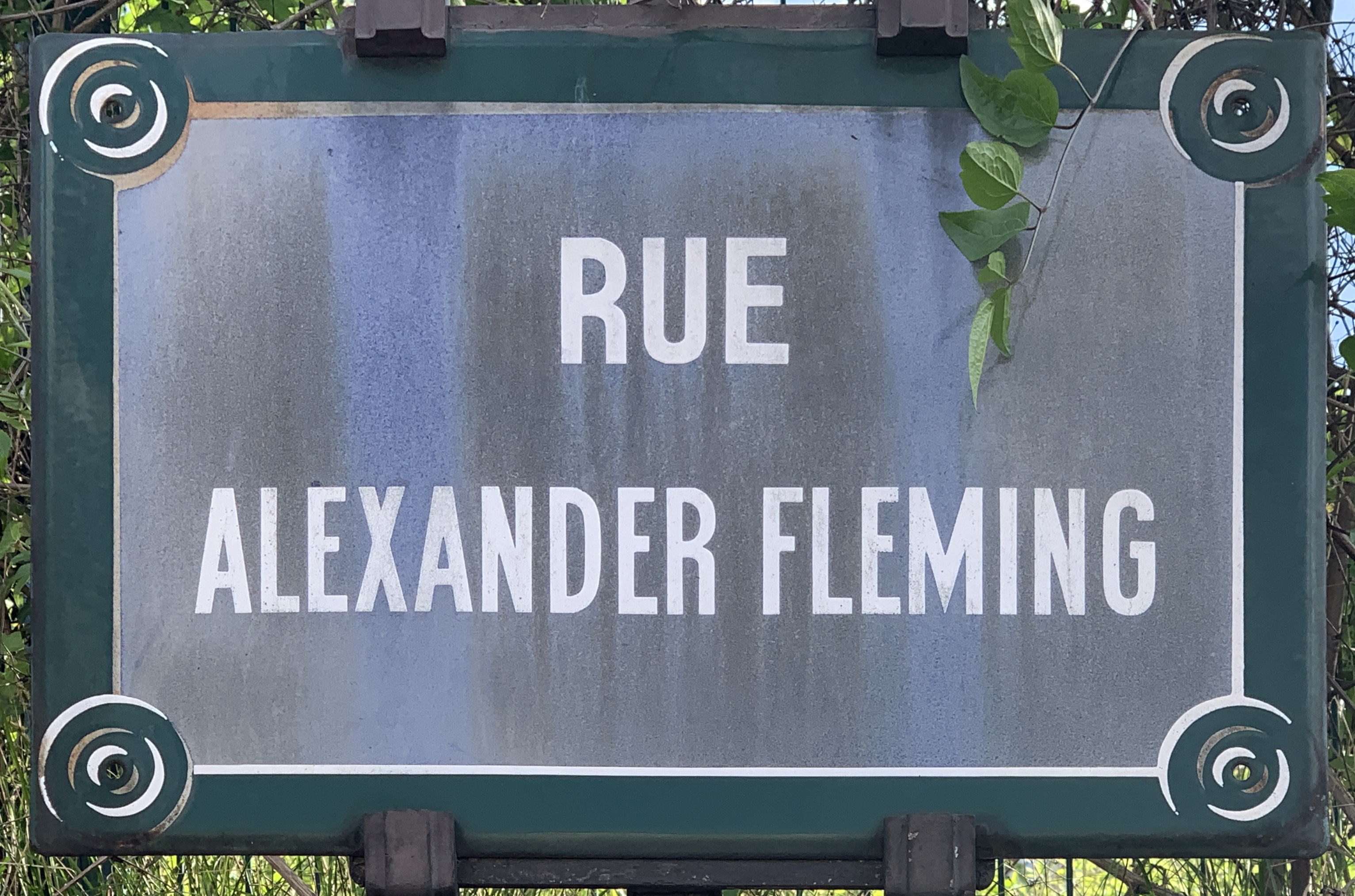
Plaque de la rue.

Elle porte le nom du biologiste et pharmacologue britannique, inventeur de la pénicilline et Prix Nobel de médecine en 1945, Alexander Fleming (1881-1955)

## Historique
À cet endroit se trouvait la rue de Bagnolet au Pré-Saint-Gervais. Cet emplacement a été complètement remanié lors de la construction du boulevard Périphérique, et cette rue a disparu.
La rue Alexander-Fleming, nouvellement créée, et qui est latérale au boulevard Périphérique, est ouverte sous le nom de « voie AJ/19 ».
Elle prend sa dénomination actuelle par un arrêté du 14 janvier 1975.

## Bâtiments remarquables et lieux de mémoire
- À l'angle de la rue André-Joineau, se trouve le bâtiment de l'ancienne chapelle Saint-Gervais-Saint-Protais, datant de 1825 et désaffectée en 1920[1],[2],[3].
- Le regard du Bernage, le long du boulevard périphérique, au croisement de l'avenue du Belvédère.